# ブライアン・モーラー (外交官)
ブライアン・モーラー（Brian J. Mohler）は、アメリカ合衆国の外交官。国務省にて35年間勤務。

## 生涯
1966年にジョンズ・ホプキンズ大学に入学。国際問題研究を専攻し、1970年に学士号を取得。1972年に同高等国際問題研究院で修士号を取得。
1996年から1998年まで駐日大使館で経済担当参事官。1999年から2001年まで経済制裁政策部長。2001年から2003年まで国務省日本部長。2005年8月から2008年8月までオタワ大使館にて公使参事官（経済担当）。2008年9月から国務省監察総監室上級監査官。